# All at Once
"All at Once" é uma canção da banda de rock americana chamada The Fray que está em seu álbum de estréia intitulado How to Save a Life. Antes de ter sido oficialmente lançada, a canção já era um sucesso pelas radios americanas chegando a posição #20 na Billboard Hot Adult Top 40 Tracks.
O video clipe é uma montagem de um show que a banda fez em 23 de junho no Tweeter Center em Mansfield, Massachusetts. O video clipe chegou a posição #6 dos melhores da VH1.

## Paradas musicais
| Paradas (2007)                    | Melhor posição |
| --------------------------------- | -------------- |
| Billboard Hot Adult Top 40 Tracks | 20             |